# Okavangoland
| Okavangoland (Kavangoland)                 | Okavangoland (Kavangoland) |
| ------------------------------------------ | --- |
| Flagge                                     | |
|                                            | |
| Hauptstadt                                 | Rundu |
| Größe                                      | 41.701 km² |
| Einwohner                                  | 27.871 (1960) |
| Staatsform                                 | Homeland (ab dem 9. Mai 1973 autonom) |
| Staatsoberhaupt                            | - (1970–1973: Linus Shashipapo (Chefratsmitglied)) - 1973–1981: Alfons Majavero (Chefminister) - 1981–1989: Sebastiaan Kamwanga (Vorsitzender des Exekutivrates) |
| Gründung                                   | 1970 (1973 Autonomie) |
| Auflösung                                  | Mai 1989 (vor der Unabhängigkeit Namibias) |
| Währung                                    | Südafrikanischer Rand |
| Autokennzeichen                            | SWA |
| Lage des ehemaligen Homelands Okavangoland | |

Das Okavangoland (häufig auch nur Kavangoland) ist ein ehemaliges Homeland in Namibia (dem früheren Südwestafrika) und Heimat des Volkes der Kavango. Der Begriff wurde erstmals zu Zeiten Deutsch-Südwestafrikas genutzt und später durch die südafrikanische Besatzung auf Grundlage des Odendaal-Plans übernommen. Von 1970 bis 1990 war das Kavangoland ein Homeland nach südafrikanischem Muster. Es erhielt am 9. Mai 1973 die Autonomie.
Das Kavango Legislative Council hatte seinen Verwaltungssitz in Rundu; dessen erste Tagungsperiode wurde in Anwesenheit des südafrikanischen Ministers für Bantu Administration and Development im Oktober 1970 eröffnet.
Das Okavangoland umfasste zum Großteil die heutigen namibischen Regionen Kavango-Ost und -West. Es war 41.701 Quadratkilometer groß und Heimat von 28.871 Menschen (Stand 1960). Traditionell herrschten hier die Kavangokönige.

## Geschichte und Politik

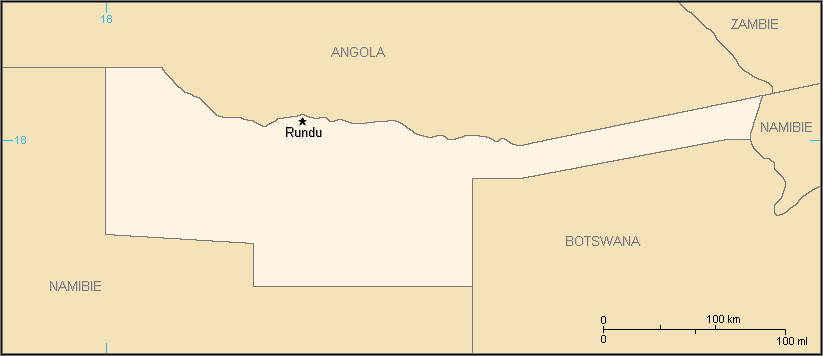
Karte des Okavangolandes

Das Gesetz zur Selbstverwaltung von fünf eingeborenen Nationen in Südwestafrika (Development of Self-Government for Native Nations of South West Africa Act, No. 54) aus dem Jahr 1968 bildete die Grundlage für die Gründung des Kavango Legislative Council im vormals als Okavango bezeichneten Siedlungsgebiet. Dieser bestand jeweils aus sechs Vertretern je Stammesgruppe mit ihrem Häuptling bestand. Geleitet wurde es durch ein Executive Committee aus je einem Vertreter der fünf tribal authorities (deutsch etwa: „Stammesleitungen“). Den Vorsitz führte ein gewählter Chief Councillor. Gemäß der Proclamation 238 vom 16. Oktober 1970 wurden fünf Verwaltungsbereiche gebildet. Diese umfassten die Ressorts authority affairs and finance (Allgemeine Anliegen und Finanzen), works (Öffentliche Arbeiten), education and culture (Bildung und Kultur), justice and community affairs (Recht und Gemeinschaftsangelegenheiten) sowie agriculture (Landwirtschaft). 
Im August 1973 fanden die ersten Wahlen (zum zweiten) Legislativrat des Gebietes statt.
Die Wahlbeteiligung lag bei 66,2 Prozent.

### Staatsoberhäupter
Faktische Staatsoberhäupter waren:
- (1970–1973: Linus Shashipapo (Chefratsmitglied))
- 1973–1981: Alfons Majavero (Chefminister und Finanzminister)
  - Andreas Kandjimi (Minister für öffentliche Arbeiten)
  - Sebastian Kamwanga (Justizminister)
  - Leevi Hakusembe (Bildungsminister)
  - Rudolph Ngondo (Land- und Forstwirtschaftsminister)[2]
- 1981–1989: Sebastiaan Kamwanga (Vorsitzender des Exekutivrates)